# Institut de recherche Senckenberg
Pour les articles homonymes, voir Senckenberg.
Institut de recherche Senckenberg (en allemand Forschungsinstitut Senckenberg) est une structure faisant partie du muséum Senckenberg de Francfort-sur-le-Main. Les scientifiques de l’institut de recherche s’occupent des collections scientifiques du muséum en tant que conservateurs mais aussi dans leur programme de recherche. Ils ont aussi la charge d’enrichir les collections grâce à des missions scientifiques. Outre ces recherches, ils collaborent avec les pédagogues du muséum pour l’organisation des collections.

## Quelques scientifiques associés avec l’Institut et le muséum Senckenberg
- Eduard Rüppell (1794-1884)
- Adolph Reuss (1804-1878)
- Georg Fresenius (1808-1866)
- Otto Volger (1822-1897)
- Moritz Schiff (1823-1896)
- Karl Weigert (1845-1904)
- Raphael Eduard Liesegang (1869-1947)
- Robert Mertens (1894-1975)
- Tilly Edinger (1897-1967)
- Gustav Heinrich Ralph von Koenigswald (1902-1982)
- Werner Slenczka (1934-)
- Gerhard Storch (1939-)
- Wolfgang Friedrich Gutmann (1935-1997)
- Friedemann Schrenk (1956-)